# Werpol
Werpol [ˈvɛrpɔl] (en ukrainien: Верпіль, Verpil’) est un village polonais de la gmina de Nurzec-Stacja dans le powiat de Siemiatycze et dans la voïvodie de Podlachie. Il se situe à environ 8 kilomètres au sud-est de Nurzec-Stacja, à 21 kilomètres à l'est de Siemiatycze et à 79 kilomètres au sud de Białystok. 
Le village compte approximativement 150 habitants.

## Personnalités liées au village
- Zdzisław Raczyński (1959-), homme politique polonais, y est né.